# Akat Amnuai (huyện)
Akat Amnuai (tiếng Thái: อากาศอำนวย) là một huyện (amphoe) của tỉnh Sakon Nakhon, đông bắc Thái Lan.

## Lịch sử
Tiểu huyện (king amphoe) Akat Amnuai đã được lập ngày 15 tháng 5 năm 1963, khi bốn tambon Akat, Wa Yai, Phon Phaeng và Phon Ngam được tách ra từ Wanon Niwat. Ngày 27 tháng 7 năm 1965, đơn vị này được nâng cấp thành huyện.

## Địa lý
Các huyện giáp ranh (từ phía bắc theo chiều kim đồng hồ) là: Seka của tỉnh Nong Khai, Na Thom, Si Songkhram và Na Wa của tỉnh Nakhon Phanom, và Phanna Nikhom, Wanon Niwat và Kham Ta Kla của tỉnh Sakon Nakhon.

## Hành chính
Huyện này được chia thành 8 phó huyện (tambon), các đơn vị này lại được chia ra thành 92 làng (muban). Thị trấn (thesaban tambon) Akat Amnuai nằm trên một phần của the tambon Akat. Có 8 Tổ chức hành chính tambon.
| STT. | Tên                | Tên Thái  | Số làng | Dân số |  |
| ---- | ------------------ | --------- | ------- | ------ |  |
| 1.   | Akat               | อากาศ     | 18      | 16.206 |  |
| 2.   | Phon Phaeng        | โพนแพง    | 12      | 9.121  |  |
| 3.   | Wa Yai             | วาใหญ่     | 14      | 8.858  |  |
| 4.   | Phon Ngam          | โพนงาม    | 12      | 8.014  |  |
| 5.   | Tha Kon            | ท่าก้อน     | 8       | 5.436  |  |
| 6.   | Na Hi              | นาฮี       | 6       | 4.944  |  |
| 7.   | Ba Wa              | บะหว้า     | 12      | 6.303  |  |
| 8.   | Samakkhi Phatthana | สามัคคีพัฒนา | 10      | 8.446  |  |